# Молтон, Алисия
Алисия Энн Молтон (англ. Alycia Ann Moulton; род. 18 февраля 1961) — американская теннисистка, победительница 8 турниров Virginia Slims (из них 2 в одиночном разряде). Победительница Открытого чемпионата США и финалистка Уимблдонского турнира в одиночном разряде среди девушек (1979). Как студентка Стэнфордского университета — чемпионка NCAA в женском одиночном разряде и в командном зачёте (1982), чемпионка AIAW в женском парном разряде (1979, 1981).

## Биография
Алисия Молтон была одной из ведущих теннисисток-юниорок своего времени, в конце 1970-х годов выиграв Открытый чемпионат США в одиночном разряде среди девушек и дойдя до финала юношеского Уимблдонского турнира. В 1978 году она по спортивной стипендии поступила в Стэнфордский университет. Выступая за команду этого вуза, Молтон дважды (в 1979 и 1981 годах) становилась чемпионкой Ассоциации женского межвузовского спорта (AIAW) в парном разряде (соответственно с Кэти Джордан и Карин Коупленд). В 1980 и 1981 годах в рамках этих же соревнований она становилась финалисткой в одиночном разряде, а в 1982 году завоевала звание чемпионки NCAA в женском одиночном разряде и в командном зачёте. Все четыре года учёбы она избиралась в символическую сборную теннисистов-любителей Северной Америки.
Одновременно с учёбой Молтон начала профессиональную теннисную карьеру. В ноябре 1982 года в Гонконге она впервые выступила в финале турнира профессионального тура Virginia Slims как в одиночном, так и в парном разряде, завоевав в парах свой первый титул. За 1983 год она дважды выигрывала турниры Virginia Slims в одиночном разряде, а в 1984 году достигла 18-го места в рейтинге WTA. За время выступлений в парном разряде она завоевала 6 титулов и побывала в четвертьфиналах всех четырёх турниров Большого шлема. Молтон также завоевала с командой США в Кубок Уайтмен, где играла в паре с Крис Эверт-Ллойд.
По окончании профессиональной теннисной карьеры Молтон окончила школу права Калифорнийского университета в Дейвисе и получила адвокатскую лицензию штата Калифорния. Участвует в природозащитной деятельности, приобрела сотни акров лесопарковой зоны в Северной Калифорнии с целью сохранения на этой территории нетронутой природы.
Имя Алисии Молтон включено в списки Зала славы Сакраменто, Зала теннисной славы Северной Калифорнии, Зала спортивной славы Стэнфордского университета (1998) и Зала славы женского студенческого тенниса (2016).

## Финалы турниров за карьеру

### Одиночный разряд (2-3)
| Результат | №  | Дата            | Турнир                    | Покрытие | Соперница в финале | Счёт в финале |
| --------- | -- | --------------- | ------------------------- | -------- | ------------------ | ------------- |
| Поражение | 1. | 6 ноября 1982   | Гонконг                   | Грунт    | Катрин Екселль     | 3-6, 5-7      |
| Победа    | 1. | 27 февраля 1983 | Риджвуд, Нью-Джерси, США  | Ковёр(i) | Катрин Екселль     | 6-4, 6-2      |
| Поражение | 2. | 13 июня 1983    | Бирмингем, Великобритания | Трава    | Билли Джин Кинг    | 0-6, 5-7      |
| Победа    | 2. | 17 июля 1983    | Ньюпорт, Род-Айленд, США  | Трава    | Кимберли Шефер     | 6-3, 6-2      |
| Поражение | 3. | 26 августа 1984 | Монреаль Канада           | Хард     | Крис Эверт-Ллойд   | 2-6, 6-73     |

### Женский парный разряд (6-5)
| Результат | №  | Дата            | Турнир                    | Покрытие | Партнёрша      | Соперницы в финале              | Счёт в финале |
| --------- | -- | --------------- | ------------------------- | -------- | -------------- | ------------------------------- | ------------- |
| Победа    | 1. | 6 ноября 1982   | Гонконг                   | Грунт    | Лора Дюпон     | Ивонна Вермак Дженнифер Мандел  | 6-2, 4-6, 7-5 |
| Поражение | 1. | 6 марта 1983    | Нашвилл, США              | Ковёр(i) | Пола Смит      | Кэнди Рейнольдс Розалин Фэрбенк | 4-6, 6-7      |
| Победа    | 2. | 1 мая 1983      | Атланта, США              | Хард     | Шэрон Уолш     | Розмари Казалс Венди Тёрнбулл   | 6-3, 7-6      |
| Поражение | 2. | 15 января 1984  | Окленд, Калифорния, США   | Ковёр(i) | Розмари Казалс | Мартина Навратилова Пэм Шрайвер | 2-6, 3-6      |
| Победа    | 3. | 5 августа 1984  | Ньюпорт, Род-Айленд, США  | Трава    | Пола Смит      | Леа Антоноплис Беверли Молд     | 7-5, 7-62     |
| Победа    | 4. | 28 октября 1984 | Брайтон, Великобритания   | Ковёр(i) | Пола Смит      | Барбара Поттер Шэрон Уолш       | 6-7, 6-3, 7-5 |
| Поражение | 3. | 16 июня 1985    | Бирмингем, Великобритания | Трава    | Элис Берджин   | Шэрон Уолш Терри Холладей       | 4-6, 7-5, 3-6 |
| Поражение | 4. | 30 марта 1986   | Финикс, США               | Хард     | Линда Гейтс    | Сьюзен Маскарин Бетси Нагельсен | 3-6, 7-5, 4-6 |
| Победа    | 5. | 28 июля 1986    | Беркли, Калифорния, США   | Хард     | Бет Херр       | Элна Рейнах Эми Холтон          | 6-1, 6-2      |
| Победа    | 6. | 3 августа 1986  | Сан-Диего, США            | Хард     | Бет Херр       | Элис Берджин Розалин Фэрбенк    | 5-7, 6-2, 6-4 |
| Поражение | 5. | 12 октября 1986 | Цюрих, Швейцария          | Ковёр(i) | Лори Макнил    | Штеффи Граф Габриэла Сабатини   | 6-1, 4-6, 4-6 |